# Avnia indica
Avnia indica är en stekelart som beskrevs av Gupta 2002. Avnia indica ingår i släktet Avnia och familjen brokparasitsteklar. Inga underarter finns listade.